# Christian Christensen
Christian August Christensen (Copenaghen, 6 agosto 1876 – Søllerød, 5 dicembre 1956) è stato un mezzofondista danese.

## Biografia
Ha partecipato ai giochi olimpici di Parigi 1900, dove gareggiò nelle gare degli 800 metri piani e dei 1500 metri piani. In quest'ultima gara ottenne il quinto posto.